# Arne Friedrich
Arne Friedrich (n. 29 mai 1979) este un fotbalist german, care a jucat pentru Echipa națională de fotbal a Germaniei.
Începând cu 20 mai 2010, căpitanul echipei Hertha Berlin și-a reprezentat țara în peste 70 de meciuri internaționale, debutând pe 21 august 2002 la egalul 2-2 cu Bulgaria.
A fost inclus în lotul de 23 de oameni de la Campionatul Mondial de Fotbal 2006, unde Germania a terminat pe locul trei. El a fost chemat, de asemenea și la Euro 2008 în echipa Germaniei.

## Palmares
Hertha BSC
- DFB-Ligapokal (1): 2002
- Cupa UEFA Intertoto (1): 2006